# カフボックス

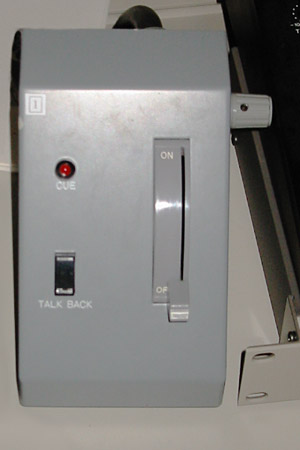
カフボックスの例

カフボックス（cough boxあるいはcough switch）とはスタジオあるいは舞台におけるパーソナリティ・司会者などがマイクロフォン（以降「マイク」と略記する）をON/OFFする操作箱。本線に流すのが望ましくない咳払いなどを手元でカットするために使用される。放送、ナレーション録音、舞台などで使用される。

## 分類と構造
簡易にはロータリー型あるいは直線型のフェーダーに入出力を結線した物が使用される。
マイクの出力に直接接続して利用する物、コントロールルーム内のミキサーと組み合わせるラインレベル入出力に対応した物、ミキサーのフェーダー/CUT機能をリモコン操作で同様の効果を得る物などがある。
操作の際に本線にクリックノイズなどの雑音を発生しないように工夫がされている。フェーダータイプでは摺動雑音の少ない高品位のパーツを使用し、ラインレベル用ではVCA、アナログスイッチ、フォトカプラーなどを用いて切り替えの際のクリックノイズの対策をしている。スイッチ操作時の音がマイクに入らないように静電容量を利用したタッチスイッチが用いられることがある。
放送スタジオ用ではマイクアンプとカフを一体化した機種も見られる。この場合はマイクアンプで増幅した後にカフを通ってラインレベルにてミキサーに送られる。
ナレーション録音などでコンデンサーマイクを利用する場合、ファンタム電源通過型の機種が必要になる場合がある。

## 付加機能
主にスタジオ用途で以下のような付加機能が装備されることがある。
キューランプ
アナウンサーに対してナレーションの開始タイミングを知らせる為に用いる。コントロールルーム（調整室）から操作するが、MAスタジオにおいてはシンクロナイザーのタリー出力から制御する場合もある。
ヘッドフォン/イヤフォン出力
コントロールルームからの音声の送り返し。会話のためのトークバック信号の再生にも用いる
カフのON/OFF表示ランプおよび外部へのカフの状態出力（タリー出力）
コントロールルーム側でカフの状態をチェックする必要がある場合に用いる
バックトーク（リターントークバック）
カフがオフ時にコントロールルーム側の独立したスピーカーにマイクを接続し、アナウンサー側からコントロールルームに対して本線に乗らない会話をするための機構
ファンタム電源スルー回路
フェーダーのみで構成されたパッシブ型のカフにおいて、カフを絞った状態でもコンデンサーマイクを使用可能にする仕様
マイクアンプ
スタジオ用途に於いて、カフボックスとマイクアンプを同一の筐体に納めてラインレベル出力でコントロールルームに送る場合がある。

## 使用方法
舞台に於いては舞台袖に設置され、司会者が表に出るタイミングで本人が操作するか音響担当者などが操作する。
放送、ナレーション録音においてはアナウンサーが自分で咳払いなどをしたくなった時、あるいはニュース番組中に内部のスタッフと会話をする場合にカフを操作する。ニュース番組で冒頭音声が出ない場合、大体はカフボックスの操作部がOFF位置になったままであることが多い。
ラジオ番組においては楽曲がかかっている間などに出演者の声が放送に載らないようにカフを操作してスタジオのマイクの音声を切っている事が多い。